# Langenbernsdorf
Langenbernsdorf település Németországban, azon belül Szászország tartományban. Lakosainak száma 3505 fő (2023. december 31.).

## Népesség
A település népességének változása:
| Lakosok száma | 3555 | 3561 | 3536 | 3524 | 3505 |
|               | 2017 | 2019 | 2021 | 2022 | 2023 |